# Philippe Journet
Philippe Journet est un tireur sportif français spécialisé dans les armes anciennes et plusieurs fois champions du monde.

## Biographie
En octobre 2023, il reçoit la médaille de la ville de Béziers.

## Palmarès
Philippe Journet a remporté de très nombreuses épreuves et places d'honneur , dont :
- 1998 : les épreuves Kuchenreuter Original  et Boutet aux championnats du monde MLAIC à Warwick[4].

- 2006 : deuxième à l'épreuve Colt  aux championnats du monde MLAIC à Pforzheim.

- 2014 : champion du monde des épreuves Kuchenreuter, Malson Réplique et Remington, établissant un nouveau record du monde, à Las Gabias, près de Grenade, en Espagne[5],[6].
- 2016 : 2e au championnat de France d’armes anciennes[7].
- 2023 : champion d’Europe en Mariette à 25 mètres avec 96 points[8].

## Records
- Philippe Journet a battu son propre record du monde à l'épreuve Malson, revolver à 50 mètres, lors du 33ème championnat de France armes anciennes, avec 92 points[9].